# Березинское сельское поселение (Дятьковский район)
Березинское сельское поселение — муниципальное образование в юго-восточной части Дятьковского района Брянской области. Центр — деревня Березино.
Образовано в результате проведения муниципальной реформы в 2005 году, путём преобразования дореформенного Березинского сельсовета.

## Население
| 2010  | 2011  | 2012  | 2013  | 2014  | 2015  | 2016  | 2017  | 2018  |
| ----- | ----- | ----- | ----- | ----- | ----- | ----- | ----- | ----- |
| 2046  | ↗2072 | ↗2545 | ↗2926 | ↗3037 | ↘3005 | ↘2918 | ↘2676 | ↘2536 |
| 2019  | 2020  | 2021  |       |       |       |       |       |       |
| ↘2407 | ↘2347 | ↗2734 |       |       |       |       |       |       |

## Населённые пункты
| № | Населённый пункт | Тип     | Население |
| - | ---------------- | ------- | --------- |
| 1 | Березино         | деревня | ↗2213     |
| 2 | Пупково          | село    | ↗713      |